# De Hale
De Hale is een terpbuurtschap in de gemeente Schagen.
De Hale is een van de terpen die nog zichtbaar zijn in de omgeving van de stad Schagen. Het is al een oude terp die verhoogd is ten tijde dat het gebied nog gekenmerkt werd door regelmatige overstromingen. De terp is gelegen tussen Lagedijk en Burghorn. Het gebied aan de verbindingsweg wordt ook tot de buurtschap gerekend. Ten noorden van de buurtschap is de terpbuurtschap Hemkewerf gelegen en ten zuiden de stad Schagen zelf.
In De Hale was tot 2013 een boerencamping gelegen met dezelfde naam.
Burgerbrug · Burgervlotbrug · Callantsoog · Dirkshorn · Eenigenburg · Groenveld · Groote Keeten · Krabbendam · Oudesluis · Petten · 't Rijpje · Schagen · Schagerbrug · Schoorldam (deels) · Sint Maarten · Sint Maartensbrug · Sint Maartensvlotbrug · Stroet · Tjallewal · Tolke (deels) · Tuitjenhorn · Valkkoog · Waarland · Warmenhuizen · 't Zand

Buurtschappen: Abbestede · Avendorp · Bliekenbos · 't Buurtje · De Banne · Burghorn · Cornelissenwerf · Dijkstaal · Grootven · Grotewal · Het Korfwater · De Hale · Hemkewerf · Huiskebuurt · Kalverdijk · Keinse · Keinsmerbrug · Kerkbuurt · Lagedijk · Leihoek · Mennonietenbuurt · Nes · Schagerwaard · Sint Maartenszee · Slootgaard · De Stolpen · Stolpervlotbrug · Vennik (deels) · 't Wad · De Weel (deels) · Woudmeer · Zijbelhuizen · Zijpersluis